# عوكيتس
عوكيتس هي إحدى وحدات الجيش الإسرائيلي التي تعتمد في كثير من نشاطاتها على الكلاب، كما شاركت هذه الوحدة في معظم الحملات التي يشنها الجيش الإسرائيلي، ولعبت دوراً كبيراً أثناء الحرب الإسرائيلية الأخيرة على لبنان في تموز (يوليو) 2006.

## مهمة الوحدة
هدف عمليات هذه الوحدة هو إحباط الهجمات ومنع الإضرار بقوات الجيش الإسرائيلي. وتعد الوحدة من أفضل وحدات الكلاب المدرّبة في العالم، حيث تستخدم الكلاب فيها حاسة الشم والسمع المتطورة لديها، بالإضافة إلى أسنانها الحادة وجسدها المرن للهجوم، والدخول إلى الأماكن الضيقة. كمثال، تُستخدم كلاب الوحدة في مسح منازل مشتبه بهم، قبل دخول قوات الجيش، ويسير جنود عوكيتس وكلاب الوحدة على رأس القوة مع القائد.

## تاريخ الوحدة
عملت الكلاب في خدمة تنظيم الهاجاناه منذ العام 1939، ولكن الوحدة بتركيبتها الحالية قائمة منذ العام 1974. ومع ازدياد العمليات ضد الإسرائيلين في بداية السبعينيات، تأسست وحدة الكلاب لمحاربة ما أطلقوا عليه الإرهاب، وكانت مهمّتها الأولى تدريب الكلاب على مهاجمة الخاطفين في عمليات المساومة. وخلال السبعينيات والثمانينيات شاركت الوحدة في عدة عمليات سرية، وفي عام 1980 كشف للمرة الأولى عن الوحدة، في عملية تحرير الرهائن في كيبوتس مسغاف عام (شمال إسرائيل). حيث تعاون جنود «عوكيتس» مع مقاتلي سرية هيئة الأركان العامة في تنفيذ اختراق لتحييد مطلوبين احتجزوا رهائن في غرفة الأطفال في كيبوتس مسغاف عام. وفي حرب لبنان الأولى عملت الوحدة علنا إلى جانب القوات المقاتلة. وبعدها أصبحت الفتيات يشاركن بشكل كامل في كل عملية للوحدة بدءًا من التدريب ومرورا بعمليات الاعتقال.

## حقائق عن الوحدة
يتم تأهيل المقاتل في وحدة «عوكيتس» خلال 17 شهرا، بينما يستغرق التدرّب مع الكلاب ثمانية أشهر، ويوجد لكل كلب غرفة خاصة في المكلبة، وفي الشتاء تُشغل موقدة لتدفئة الكلاب، أما الطعام فتأكل الكلاب مرّتين في اليوم، ويبلغ الوزن اليومي للطعام 620 غراما لكل كلب، كما أنه يُسرح شعر الكلب مرة في اليوم، وتخرج الكلاب مرتين في اليوم مع الجندي لجولة مدتها 10 دقائق، ويوجد في المكلبة صالة رياضية للكلاب، يبلغ مدى الركض من 3-8 كيلومتر في التدريبات، وبرنامج اللياقة البدنية من مرتين إلى ثلاث مرات في الأسبوع، وبالنسبة لأنواع الكلاب فمعظمها من نوع الراعي الألماني، والبلجيكي، والهولندي- دوبرمان.

## معركة طوفان الاقصى
في مقال رأي بصحيفة هآرتس بعنوان "الفلسطينيون كلاب الجيش الإسرائيلي الجدد" كتب ليفي أن الجيش قرر أن يحل تدريجيا الوحدة المعروفة بـ7142 والتي قتل عدد من كلابها "بعدما وقع على بديل أرخص وأنجع، تبين أيضا أنه يأتي بالنتائج العملياتية نفسها، ولا يحتاج تدريبا يستمر أشهرا كما الحال مع الكلاب، ناهيك عن أن طعامه أرخص وهو ما تبقى من وجبات الجنود بدل وجبة "بونزو" باهظة الثمن، ولا يحتاج أن يُختص بموازنة لدفن قتلاه بكل ما يتبع ذلك من مراسم التشريف وبكاء الجنود، إذ إن جثث الفلسطينيين ترمى بكل بساطة".